# Correio da Manhã
Der Correio da Manhã [ku'ʀɐju dɐ mɐ'ɲɐ̃], (Kurzform CM; dt. Morgenkurier) ist eine portugiesische, täglich erscheinende Boulevard-Zeitung. Der CM wurde im März 1979 als erste bedeutende Zeitung nach der Nelkenrevolution 1974 gegründet.
Die Redaktion der Zeitung hat ihren Sitz in Lissabon im Stadtteil Benfica, gehört zur Mediengruppe Cofina und hat Boulevard-Charakter. Nach Angaben des portugiesischen Medieninstituts APCT ist der Correio da Manhã die aktuell auflagenstärkste, kostenpflichtige Zeitung Portugals mit etwa 109.600 verkauften Exemplaren im Schnitt pro Tag (2014).